# Franck Piccard
Franck Piccard (Saisies, 17. rujna 1965.) je bivši francuski alpski skijaš. 
Ima četiri pobjede u Svjetskom kupu. Vlasnik je tri olimpijske medalje: zlata u super-veleslalomu s Igara u Calgaryu 1988., srebra u spustu s Igara u Albertvilleu 1992. i bronce u spustu s Igara u Calgaryu.

## Pobjede u Svjetskom kupu
| Datum               | Skijalište   | Disciplina |
| ------------------- | ------------ | ---------- |
| 13. ožujka 1988.    | Beaver Creek | Super G    |
| 11. siječnja 1990.  | Schladming   | Spust      |
| 2. prosinca 1990.   | Valloire     | Super G    |
| 30. listopada 1993. | Sölden       | Veleslalom |

## Vanjske poveznice
- Statistike na FIS-ovim stranicama  Arhivirana inačica izvorne stranice od 30. rujna 2007. (Wayback Machine)